# Basay (langue)
Pour les articles homonymes, voir Basay.
Le basay était une langue formosane parlée autour du Taipei actuel dans le nord de Taiwan par les ethnies basay, qauqaut et trobiawan. Les langues trobiawan, linaw et qauqaut étaient d'autres dialectes ( voir les langues formosanes orientales ).
Les données linguistiques en basay sont principalement disponibles dans les notes de terrain d'Erin Asai datant de 1936, qui ont été recueillies auprès d'un ancien locuteur basay à Shinshe à Taipei, ainsi que d'un autre à Yilan, qui parlait le dialecte trobiawan (Li 1999). Cependant, le discours de l'informateur de Shinshe était fortement influencé par le dialecte taïwanais et l'informateur trobiawan, avait une forte influence kavalan dans son discours.

## Syntaxe
Il existe quatre marqueurs de cas facultatifs à Basay (Li 1999: 646).
- a – nominatif, ligature (dialecte Shinshe)
- ta – nominatif (dialecte Trobiawan)
- li – locatif (dialecte Shinshe)
- u – oblique (dialecte Trobiawan)

Certains mots de fonction incluent (Li 1999): 
- pai 'future'

Les négateurs trobiawan incluent (Li 1999): 
- mia 'pas' (dialecte Shinshe: mayu 'pas (encore)')
- asi 'ne pas' (dialecte Shinshe: manai 'ne' pas)
- (m)upa 'ne pas vouloir'
- (Dialecte Shinshe: kualau 'n'existe pas')

Les questions oui-non sont marquées par u ~ nu (Li 1999: 657).

## Morphologie
Les verbes basay, comme les verbes kavalan, distinguent les verbes qui se focalisent sur l'agent (AF) des verbes qui se focalisent sur le patient (PF) (Li 1999) (Li 1999: 650). Les préfixes perfectifs na- et ni- sont des allomorphes .
| Type de préfixe                  | Neutre   | Perfectif   | Futur                  |
| -------------------------------- | -------- | ----------- | ---------------------- |
| Focalisation sur l'agent (AF)    | -um-, m- | na-mi-      | -um- ... -a, m- ... -a |
| Focalisation sur le patient (PF) | -        | ni-         | -au                    |
| Focalisation locative (FL)       | -un      | ni- ... -an | -ai                    |

## Pronoms
Les pronoms basay ci-dessous proviennent de Li (1999: 639).
| Type de Pronom          | Neutre | Nominatif  | Génitif                     | Oblique                      |
| ----------------------- | ------ | ---------- | --------------------------- | ---------------------------- |
| 1ère pers. sing.        | yaku   | kaku, -ku  | maku-, -aku; naku, -ak      | yakuan, kuan, kuanan         |
| 2e pers. sing.          | isu    | kisu, -su  | misu, -isu; nisu, -su ~ -is | isuan, suan, isuanan, suanan |
| 3e pers. sing.          | -      | -ia        | -                           | -                            |
| 1re pers. plu. (incl. ) | mita   | kita, -ita | mita, -ita; Nita, -ta       | ..., ..., tianan             |
| 1re pers. plu. (excl. ) | Yami   | -mi        | yami, -ami; nami, -am       | yamian, mian, mianan         |
| 2e pers. plu.           | imu    | Kimu, -mu  | -imu; nimu, -im             | imuan, ..., imuanan          |
| 3e pers. plu.           | -      | -ia        | -                           | -                            |